# PostNL
PostNL (укр. Пошта Нідерландів) — національний оператор поштового зв'язку Нідерландів зі штаб-квартирою в Гаазі. Є публічною компанією з обмеженою відповідальністю у формі naamloze vennootschap. Член Всесвітнього поштового союзу.